# Lijanovići
"Lijanovići" d. o. o. je bila jedna od najvećih bosanskohercegovačkih tvrtki, a smatra se da je bila jedna od najvećih ikada privatnih tvrtki na području Hercegovine. Zapošljavala je više od 1000 radnika, te imala godišnje prihode veće od 120 milijuna KM. Krajem 2002. godine, porezna uprava blokira tvrtku, te više od 1000 radnika ostaje bez posla. 

## Povijest

### Osnivanje
Tvrtku "Lijanovići" d. o. o. osnovao je Stipe Ivanković, zvani Lijan, 1981. u Širokom Brijegu. Bila je među prvim privatnim mesnim industrijama u SR BiH. Stipe Ivanković je 1983. zajedno sa sinovima Slavom, Mladenom, Jozom i Jerkom otvorio prvu mesnicu u Širokom Brijegu, a iduće godine i u Mostaru. U vrijeme socijalizma, privatna poduzeća mogla su zaposliti najviše pet radnika, pa je Lijan zaposlio svoja četiri sina. Do kraja 1980-ih kompanija se proširila te je uzela u zakup Mesnu industriju Mostar, a meso iz Mostara izvoženo je u SR Hrvatsku i SR Srbiju te po čitavoj SR BiH.

### Rat u BiH
Krajem 1980-ih, nakon nemogućnosti dogovora oko stvaranja mještovitog poduzeća s Mesnom industrijom Mostar, Lijanovići su donijeli odluku o izgradnji najsuvremenije mesne industrije u regiji, što je kasnije i ostvareno. Izbijanjem agresije na Hrvatsku 1991. i rata u BiH 1992., usporena je izgradnja mesne industrije. Nova mesna industrija djelomično je puštena u rad 1993. za proizvodnju mesa.
Godine 1995. u rad je pušten i drugi dio koji se bavio preradom mesa. Djelatnost kompanije se postepeno oporavljala, pa je tada u rad puštena najsuvremenija klaonica i pogon za preradu mesa.

## Nakon rata
Lijanovići su 1995., napravili i prvi vlastiti proizvod - Pili kobasicu, namijenjenu prvenstveno djeci. Od prve kobasice pa sve do danas Lijanovići su lansirali više od stotinu proizvoda i na taj način kompletirali svoju paletu. Početkom 1999. donesena je odluka o uvođenju integriranog sustava kvalitete (ISO 9001 i HACCP).
Krajem 1999. godine je izvršena certifikacija. Iste godine rukovodstvo tvrtke Lijanovići dobilo je poziv od BID-a, krovne poslovne institucije današnjice, da dođe u Ženevu na dodjelu Zlatne zvijezde međunarodne kvalitete, godinu poslije, u New Yorku, ista ta organizacija sa sjedištem u glavnom gradu Španjolske - Madridu, Lijanovićima je dodijelila Platinastu zvijezdu međunarodne kvalitete, jednu od četiri, koliko ih je ukupno dodijeljeno u cijelom svijetu. Također su dobivali razna priznanja na sajmovima.
Proizvodi marke Lijanovići su bili zastupljeni u više zemalja: BiH, Hrvatska, Makedonija, Albanija, Srbija i Crna Gora.
Krajem 2002. godine, porezna uprava blokira tvrtku, zbog navodnih malverzacija, koje nikada nisu bile dokazane. Dva sudska procesa su se vodila protiv tvrtke od 2002. godine do 2019. godine. U oba sudska procesa, tvrtka Lijanovići je bila oslobođena od svih optužbih, međutim nikada nastavila s poslovanjem. 